# Palesztina az olimpiai játékokon
A Palesztin Autonóm Területek sportolói 1996 óta, a Palesztin Olimpiai Bizottság révén szerepelhetnek az olimpiai játékokon Palesztina néven. Az azóta megrendezett valamennyi nyári olimpián részt vettek, de télin még egyszer sem. Olimpiai érmet még nem nyertek.